# Emilie von Gleichen-Russwurm
Emilie Friederike Henriette von Gleichen-Russwurm, född den 25 juli 1804 i Jena, död den 25 november 1872, var en tysk författarinna. Hon var mor till Ludwig von Gleichen-Russwurm. 
Emilie von Gleichen-Russwurm, som var skalden Friedrich von Schillers yngsta dotter, var sedan 1828 gift med bayerske kammarherren Adalbert von Gleichen-Russwurm. Hon utgav flera bidrag till sina föräldrars historia: Der Briefwechsel von Schiller und Lotte 1788–89 (1856; senast 1897), Schillers Beziehungen zu Eltern, Geschwistern und der Familie v. Wolzogen (1859), Charlotte v. Schiller und ihre Freunde (1860–65) och Schillers dramatische Entwürfe (1867) med mera.